# Serpophaga
Serpophaga är ett fågelsläkte i familjen tyranner inom ordningen tättingar. Släktet omfattar fem arter med utbredning från Costa Rica till centrala Argentina:
- Forsdvärgtyrann (S. cinerea)
- Floddvärgtyrann (S. hypoleuca)
- Sotdvärgtyrann (S. nigricans)
- Vittofsad dvärgtyrann (S. subcristata)
- Gråhuvad dvärgtyrann (S. griseicapilla)